# ペドロ・ゴメス (イエズス会士)
ペドロ・ゴメス（Pedro Gómez, 1535年 - 1600年2月21日）は、スペイン出身のイエズス会宣教師。桃山時代日本イエズス会の最高責任者（日本準管区長）を務めた。コレジオの教科書『講義要綱』を著し、アリストテレス的宇宙論・霊魂論・神学を日本に伝えた。

## 生涯
1535年（一説には1533年）、スペインのアンテケーラに生まれた。一説にはコンベルソだった。1553年、アルカラ・デ・エナーレスでイエズス会に入り、1555年から1563年までコインブラ大学（ポルトガルにおけるイエズス会の拠点）で哲学や神学を講義した。1559年、司祭叙階され、1570年、ポルトガル領アソーレス諸島のテルセイラ島に移り、同地のコレジオで講義した。
1579年、東洋布教を志してリスボンを出港し、ゴアを経由して1581年から1583年までマカオに滞在した。マカオでは、ミケーレ・ルッジェーリによる中国語版カテキズムの編纂を手伝った。1582年、マカオから日本に渡航するが台風で難破し失敗した。
1583年（天正11年）、日本への再渡航に成功すると、豊後地区の上長に任命された。以降、府内コレジオで哲学や神学を講義したり、大友義統・熊谷元直・ペトロ岐部ら多くの人々に洗礼を授けたりした。1586年からは、豊薩合戦やバテレン追放令の影響で各地を転々とした。
1590年、ガスパール・コエリョの後任として日本準管区長に任命され、ルイス・フロイスやフランチェスコ・パシオを秘書とした。1592年に文禄の役が起こると、グレゴリオ・デ・セスペデスを小西行長の従軍司祭として朝鮮に派遣した。巡察師ヴァリニャーノは、ゴメスの統治能力に疑問を抱いていたが、哲学や神学の学識は評価し、良好な関係にあった。ゴメスはヴァリニャーノの「適応主義」に従い、1593年頃に『講義要綱』を著した。一方でヴァリニャーノと異なり、マニラから来日したスペイン系托鉢修道会宣教師を援助した。
1598年、長崎に落ち着き、1600年2月21日（慶長5年1月7日）、同地で没した。葬儀のミサでは原マルティノが追悼説教を担当した。日本準管区長はパシオに引き継がれた。

## 著作

### 『講義要綱』
通称『講義要綱』は、『天球論』『霊魂論』『カトリック教理要綱』の3部構成からなる。天草コレジオの教科書として作られ、1593年頃にゴメスがラテン語で脱稿し、1595年頃にペドロ・ラモンらが日本語に翻訳した。
ラテン語本も日本語本も長らく散佚していたが、20世紀にそれぞれ手稿本が再発見された。ラテン語本は、バチカン図書館所蔵のクリスティーナ女王の寄贈本に含まれていたのが、1939年 J.F. Schutte によって発見され、1965年尾原悟によって翻訳された。日本語本は、オックスフォード大学モードリン・カレッジ図書館で漢籍に紛れていたのが、1995年アントニ・ウセレルによって発見された。
日本語本は、タイトルページと『天球論』が欠損しており、また『カトリック教理要綱』の内容にラテン語本からの増減がある。用語の多くは漢訳せずカタカナで音訳しており、その場合はラテン語読みではなくスペイン語・ポルトガル語読みに依る傾向がある。例: 「哲学者」を意味する philosophus →「ヒロソホ」（filósofo）。

#### 第一部『天球論』
ラテン語の題名は De sphaera 。
内容は、アリストテレス・プトレマイオス型の宇宙論、すなわち天球説・天動説・地球球体説などの天文学や、暦学、気象学、地質学、四元素説の紹介である。天文学では数値も示している。種本として、クラヴィウスの『サクロボスコ天球論註解』や、トマス・アクィナスのアリストテレス註解などが使われたと推定される。
上記の尾原悟は、江戸時代初期のクリストヴァン・フェレイラ『乾坤弁説』や小林謙貞『二儀略説』が、本書を種本にしていると推定した。
本書は日本に西洋宇宙論を体系的に伝えた最初の書物とされる。ただし西洋宇宙論が広く知られるようになるのは、江戸中期以降の『天経或問』の流行を待つことになる。
日本語訳に 尾原 1965 がある。

#### 第二部『霊魂論』
『魂論』『アリストテレス『霊魂論』三巻及び『自然学小論集』の要約』などとも呼ばれる。ラテン語の題名は Breve compendium eorum, quae ab Aristotele in tribus libris de anima, et in parvis rebus dicta sunt 。
内容は、題名通りアリストテレス『霊魂論』など（あるいはそれらに対するトマス・アクィナスの註解）で扱われる、霊魂・理性・感覚などの紹介である。ただし単純な紹介ではなく、近世哲学・神学のトピックである自由意志論や霊魂不滅性論証が加えられている。

#### 第三部『カトリック教理要綱』
『神学要綱』『真実の教』『日本人イエズス会士のためのカトリック教理要綱』などとも呼ばれる。ラテン語の題名は Compendium catholicae veritatis, in gratiam Iapponicorum fratrum Societatis Iesu 。
この部が最も長大であり『講義要綱』の中核をなしている。内容は、トリエント公会議を踏まえたカトリックのカテキズムを軸に、キケロ『神々の本性について』の自然神学を応用した神の存在証明、アリストテレス・トマス主義の徳倫理学、三位一体論、偶像崇拝論、強制改宗論、そして信仰告白論が扱われている。
信仰告白（自分が信徒であることを隠さないこと）はカトリックの伝統的な義務だが、ゴメスは日本の信徒のため例外を設け、迫害者に対しては隠してよい、隠しても事後に告解すれば赦されるとし、日本の信徒が殉教せずに済むことを望んだ。
本書を通じて伊東マンショやハビアンが神学を受講したと推定される。

### その他
1587年の長崎二十六聖人の殉教を受けて、殉教について論じる日本語の書物を1598年に長崎で出版した。その現物（キリシタン版）は残っていないが、1896年（明治29年）に村上直次郎が発見し、後に姉崎正治が整理した長崎奉行所旧蔵のキリシタン文献群のなかの『マルチリヨの心得』と名付けられた手稿本が、その写しまたは関係する書物と推定される。
また、イグナチオ・デ・ロヨラの『霊操』に関するキリシタン版の書物『スピリツアル修行』の第三部もゴメスの作とされる。
以上の他、書簡が伝わる。